# Agatocles de Quíos
Agatocles de Quíos (en griego antiguo: Ἀγαθοκλῆς) fue un agrónomo griego del período helenístico.
Originario de la isla de Quíos, presumiblemente posterior a Aristóteles, se conoce muy poco sobre este autor, ya que los autores que lo citan, en particular los agrónomos latinos Varrón, Plinio el Viejo y Columela,  en las listas de autores que habían tratado la agricultura, sin mayor precisión.